# Hospital Can Misses
El Hospital Can Misses es el hospital público de Ibiza, (Islas Baleares, España) que atiende a la población de la isla de Ibiza. Pertenece al Servicio de Salud de las Islas Baleares.

## Historia[1]

### Antecedentes
Existen referencias a un hospital medieval conocido como Hospital del Arrabal, que data al menos desde 1410. A finales del siglo XVII, el edificio del hospital fue remodelado, construyéndose una iglesia e inaugurada en 1708, por orden del obispo de Tarragona Josep Mora. 
En la mayoría de las ocasiones, la atención médica en Ibiza se realizaba en los domicilios de los pacientes, siendo la escasez de medios la norma habitual. A finales de siglo siglo XIX, algunos pacientes graves eran trasladados a Palma en barco. 
En 1934, el farmacéutico ibicenco Bartomeu Marí inauguró el primer establecimiento dedicado a servir como laboratorio y farmacia de la isla.

### Casa de Beneficencia y los primeros centros modernos
La Diputación Provincial de Baleares inaugura en 1955 el Hospital Insular de la avenida de España, también conocido como Casa de Beneficencia, que estaba situado en los terrenos que hoy ocupa la sede del Consell. 
La construcción fue finalizadas en julio de 1954. El edificio constaba con 4 plantas, incluyendo habitaciones de aislamiento de enfermos, sala de desinfección, comedores, y departamentos para lactantes.
En la década de 1950 se abren tres clínicas privadas (la clínica Alcántara, la clínica Villangómez y la clínica Vilás). En 1969, el cirujano Julián Vilás inaugura la Policlínica de Nuestra Señora del Rosario. Los centros disponían de centros dotados de cirujanos generalistas, quirófanos con administración de anestesia general, aparatos de rayos X y camas hospitalarias.

### Hospital Can Misses
Desde febrero de 1971, fue inaugurado el primer ambulatorio y residencia sanitaria de la Seguridad Social de Ibiza. Atendía a la población de Ibiza y Formentera, pero con el crecimiento poblacional rápidamente su capacidad se vio insuficiente. 
En 1978 se iniciaron las obras del hospital Can Misses, primer hospital moderno de la isla, en un solar de 15.000 metros cuadrados, con un coste aproximado de 1000 millones de pesetas. Fue oficialmente inaugurado el 31 de marzo de 1985, por el ministro de Sanidad Ernest Lluch. 
El hospital contaba inicialmente con 267 trabajadores con una capacidad máxima de 250 camas, y en su cartera de servicios se incluía los servicios de Pediatría y Maternidad, Medicina Interna, Cirugía y Traumatología, Radiología, Laboratorio, Consultas, Urología, Digestología-endoscopia, Oftalmología, Odontología y Rehabilitación. Era gestionado por INSALUD. A partir de enero de 2002, pasó a ser gestionado por el Servicio de Salud de las Islas Baleares.
En mayo de 2009, se publica en el BOE la necesidad de construir un nuevo hospital, debido a su antigüedad y obsolencia de las instalaciones, y que la población de la isla (incluyendo la turística) continuaba creciendo. El 29 de marzo de 2010 se inician las obras de construcción con un presupuesto de 560 millones de euros, siendo finalizadas en 2015. El hospital entró en pleno funcionamiento el 9 de marzo de 2015, tras completarse el traslado de pacientes desde las antiguas instalaciones.

## Cobertura Asistencial
El Hospital Can Misses da cobertura a un territorio con una población de unos 159.000 habitantes, cubriendo un área que abarca 5 municipios de la isla de Ibiza.

### Atención Primaria[12]
Es el hospital asignado para 9 centros de salud y 10 consultorios de Atención Primaria, entre los que se incluyen: 
- Centro de Salud de Can Misses
- Centro de Salud de Es Viver
- Centro de Salud de San Antonio Abad
- Centro de Salud de San Jorge
- Centro de Salud de San José
- Centro de Salud de Santa Eulalia del Río
- Centro de Salud de Villa

## Cartera de servicios[13]
| - Aparato Digestivo - Cardiología - Endocrinología - Hematología y Hemoterapia - Medicina Interna - Geriatría - Nefrología - Neurología - Neumología - Medicina Intensiva - Oncología - Reumatología - Psiquiatría - Pediatría - Neurofisiología - Urgencias | - Cirugía General y de Aparato Digestivo - Dermatología - Obstetricia y Ginecología - Oftalmología - Otorrinolaringología - Traumatología y Cirugía Ortopédica - Urología - Anestesiología y Reanimación | - Análisis Clínicos - Bioquímica - Farmacia Hospitalaria - Medicina Preventiva - Radiodiagnóstico - Rehabilitación |

## Personal
En el centro trabajan más de 1400 profesionales. Cuenta con personal fijo y temporal:
- facultativos 220
- enfermería 476
- otro personal 737

## Instalaciones y recursos
Se encuentra sobre una parcela de más de 40.000 metros cuadrados, con varios edificios adyacentes, donde se incluyen el área de hospitalización y consultas. 
El hospital cuenta con:
- camas 245
- puestos de diálisis 7
- quirófanos 7
- salas de radiología convencional 3
- ecógrafos 24
- consultas externas 110
- paritorios 5
- gabinetes de exploración urgencias 4
- mamógrafos 1
- tomógrafos computarizados 2
- resonancias magnéticas 1

### Accesos
Se puede llegar al hospital con líneas de autobús, concretamente con las líneas L03, L08, L12B, L15, L20A, L30 y L35
Al hospital se puede acceder por la Circunvalación de Ibiza, también conocida como  EI-20 .